# Антон Пелинка
Антон Пелинка (Беч, 14. октобар 1941) професор је политичких наука и студија национализма на централноевропском универзитету у Будимпешти. Пре тога, радио је као професор политичких наука на Универзитету у Инзбруку, једном од највећих аустријских универзитета. Током своје каријере био је и декан Факултета за политичке науке и социологију између 2004. и 2006. године.

## Биографија
Рођен је 14. октобра 1941. у Бечу. По завршетку студија на Универзитету у Бечу (докторат 1964) и политологије на институту за напредне студије, радио је у недељнику Die Furche. Прво је радио као асистент. Вратио се на институт, чији је тада главни директор био аустријско-амерички историчар Ернст Флоријан Винтер. Године 1971. отишао је у Салцбург где се годину дана касније квалификовао за универзитетског предавача. После тога отишао је у Немачку да две године предаје у Есену и Берлину. Године 1975. запослен је као стални професор на Универзитету у Инзбруку. Као професор гостовао је на многим универзитетима у иностранству. Године 1977. радио је на Универзитету Џавахарлал Нехру у Њу Делхију. У Сједињеним Америчким Државама радио је на Универзитету у Њу Орлеансу 1981. године, на Универзитету Станфорд 1997. и на Универзитету Мичиген у Ен Арбору од 2001. до 2002. У то време посетио је и Слободни универзитет у Бриселу. Такође је радио на Универзитету Харвард (1990. до 1991) и Будимпешти (1994) као истраживач.
У октобру 2004. Антон Пелинка именован је за редовног професора на Универзитету у Инзбруку. Изабран је 1. јануара 2005. за декана новог Факултета политичких наука и социологије. Ту функцију је обављао све док није почео да ради у централноевропском универзитету у Будимпешти. Радио је и као шеф друштва за политичко образовање и редовни коментатор главних новина и медија у Аустрији и неколико других земаља. Поред научних активности, био је аустријски представник у комисији против расизма и ксенофобије у Европској унији током 1990-их. Након што је 1999. године искритиковао Јерга Хајдера зато што је занемарио националсоцијализам на италијанској телевизији, он га је тужио због клевете. Године 2001. прогласили су Пелинка кривим.

## Научно истраживање
WorldCat наводи девет његових дела која су глобално представљена у више од 300 глобалних библиотека. Пелинка је писао о савременој политичкој науци. OCLC наводи да се његова најтиражнија дела баве предрасудама (Handbook of prejudice), Аустријом (Global Austria: Austria's place in Europe and the world), мировним истраживањима (Friedensforschung, Konfliktforschung, Demokratieforschung ein Handbuch), социјалдемократијом (Social democratic parties in Europe), Хајдеровим феноменом у Аустрији, изазовом етничког сукоба, демократијом и самоопредељењем у Средњој Европи, националним идентитетом и демократијом у Индији (Democracy Indian style: Subhas Chandra Bose and the creation of India's political culture). У својим радовима нагласак ставља на демократским теоријама, политичким системима и политичкој култури у Аустрији и упоредним истраживањима о странкама и удружењима. Водећи је међународни стручњак за теме попут десничарског екстремизма и ксенофобије у друштву. Између 1965. и 2019. објавио је 92 научна чланка у главним часописима политичких наука, документованим у библиотеци Универзитета Колумбија у Њујорку.
Написао је неколико публикација које се баве темама од интереса, посебно аустријским политичким системом. У Fünf Fragen an drei Generationen. Der Antisemitismus und wir heute расправљао је о историјским променама у аустријском друштву. Са Рутом Водаком је сууредник аустријског часописа The Haider Phenomenon.

## Награде
- Награда документарног центра аустријског отпора 1998.
- Награда за допринос хуманистичким наукама града Беча 2005.

- Антон Пелинка 2014.